# جیم هیگینز
جیم هیگینز (به انگلیسی: Jim Higgins) (زاده ۱۹۳۰ در هرو لندن - درگذشته ۲۰۰۲) کارگر پست بریتانیایی بود که از فعالان مهم اتحادیه‌های کارگری شد.